# 野田忠二郎
野田 忠二郎（のだ ちゅうじろう、1908年4月1日 - 1992年11月10日）は、日本の鉄道実業家、工学博士。阪神電気鉄道社長を務めた。大阪府大阪市出身。

## 来歴・人物
1908年（明治41年）大阪府生まれ。大阪高等学校 (旧制)を卒業後、京都帝国大学工学部電気工学科に入学し、1930年（昭和5年）に同校を卒業、同年に阪神電気鉄道に入社した。
技術者として、大型新造車の投入、ジェット・カーの開発などの車両の近代化を進めた。1952年5月に取締役に就任し、1957年5月に常務、1965年1月に専務、1967年11月に副社長を経て、1968年（昭和44年）1月12日に社長に就任し、輸送の近代化と乗客サービスの向上に取り組んだ。1978年（昭和53年）6月から1980年6月までに会長を務めた。
一方で、1974年（昭和49年）から1979年（昭和54年）までに阪神タイガースのオーナーを務めた。
1956年4月には大阪大学工学部講師を務めた。
1968年11月に藍綬褒章を受章し、1979年4月には勲二等瑞宝章を受章した。
1992年（平成4年）11月10日に心不全ために西宮市内の病院で死去。84歳没。

## 家族
妻のいくは置塩章の二女